# Lista de pinturas de Domenico Failutti
Esta é uma lista de pinturas de Domenico Failutti.
Domenico Failutti (1872 — 1923) foi um pintor italiano e a sua obra de maior destaque no Brasil é o Retrato de Maria Quitéria de Jesus Medeiros, esta por sua vez foi a primeira mulher a entrar em combate pelo Brasil, em 1823.

## Lista de pinturas
| Imagem | Título                                                            | Data      | Material          | Coleção                                             | Versão audível |
| ------ | ----------------------------------------------------------------- | --------- | ----------------- | --------------------------------------------------- | -------------- |
|        | Retrato de Dona Leopoldina de Habsburgo e seus filhos             | 1921      | tinta a óleo tela | Coleção Fundo Museu Paulista Coleção Museu Paulista |                |
|        | Conjunto de telas dos artífices da Independência                  |           |                   | Coleção Fundo Museu Paulista Coleção Museu Paulista |                |
|        | D. Leopoldina de Habsburgo e seus Filhos, óleo de D. Failutti (1) |           |                   | Coleção Fundo Museu Paulista Coleção Museu Paulista |                |
|        | D. Leopoldina de Habsburgo e seus Filhos, óleo de D. Failutti (4) |           |                   | Coleção Fundo Museu Paulista Coleção Museu Paulista |                |
|        | D. Leopoldina de Habsburgo e seus Filhos, óleo de D. Failutti (5) |           |                   | Coleção Fundo Museu Paulista Coleção Museu Paulista |                |
|        | D. Leopoldina de Habsburgo e seus Filhos, óleo de D. Failutti (2) |           |                   | Coleção Fundo Museu Paulista Coleção Museu Paulista |                |
|        | D. Leopoldina de Habsburgo e seus Filhos, óleo de D. Failutti (3) |           |                   | Coleção Fundo Museu Paulista Coleção Museu Paulista |                |
|        | Retrato de Antônio Pereira Rebouças                               | 1925      | tinta a óleo      | Coleção Museu Paulista                              |                |
|        | Retrato de Cônego Januário da Cunha Barbosa                       | 1925      | tinta a óleo      | Coleção Museu Paulista                              |                |
|        | Retrato de Hipólito José da Costa                                 | 1925      | tinta a óleo      | Coleção Museu Paulista                              |                |
|        | Retrato de Joaquim Lima e Silva (Visconde de Mogi Das Cruzes)     | 1925      | tinta a óleo      | Coleção Museu Paulista                              |                |
|        | Retrato de Joaquim P. de Albuquerque (2º Barão de Pirajá)         | 1925      | tinta a óleo      | Coleção Museu Paulista                              |                |
|        | Retrato de Joaquim Xavier Curado                                  | 1925      | tinta a óleo      | Coleção Museu Paulista                              |                |
|        | Retrato de José Joaquim da Rocha                                  | 1925      | tinta a óleo      | Coleção Museu Paulista                              |                |
|        | Retrato de José Lino Coutinho                                     | 1925      | tinta a óleo      | Coleção Museu Paulista                              |                |
|        | Retrato de José Maria da Silva Lisboa (Visconde de Cairú)         | 1925      | tinta a óleo      | Coleção Museu Paulista                              |                |
|        | Retrato de José Severino M. da Costa (Marquês de Queluz)          | 1925      | tinta a óleo      | Coleção Museu Paulista                              |                |
|        | Retrato de Maria Quitéria de Jesus Medeiros                       | 1920      | tinta a óleo      | Coleção Museu Paulista                              |                |
|        | Retrato de Nicolau de Campos Vergueiro                            | 1925      | tinta a óleo      | Coleção Museu Paulista                              |                |
|        | Retrato de Soror Joanna Angélica                                  | 1925      | tinta a óleo      | Coleção Museu Paulista                              |                |
|        | Retrato do Marechal J. Oliveira Álvares                           | século XX | pastel            | Coleção Museu Paulista Coleção Fundo Museu Paulista |                |
|        | Retrato de Cipriano José Barata                                   | 1925      | tinta a óleo      | Coleção Museu Paulista Coleção Fundo Museu Paulista |                |